# Amedeo Trilli
Amedeo Trilli (Ronciglione, 9 luglio 1906 – Roma, 30 novembre 1971) è stato un attore italiano.

## Biografia
In carriera è stato accreditato con alias diversi: Michael Moore, Mike Moore, Amedeo Novelli, Amid Trail.
Debuttò nel cinema italiano nel 1932 ne La Wally, diretto da Guido Brignone e da allora è stato interprete, come caratterista, in circa centotrenta film di vario genere, fra cui film fantasy ed esotici, comici (fra cui con Totò), storici, segnatamente peplum, spaghetti western e della commedia all'italiana.
Ha preso parte anche a film d'autore, come Serafino (1968) e Le castagne sono buone (1970), entrambi diretti da Pietro Germi.

## Filmografia

### Attore

#### Cinema
- La Wally, regia di Guido Brignone (1932)
- Pergolesi, regia di Guido Brignone (1933)
- 1860, regia di Alessandro Blasetti (1934)
- La principessa Tarakanova, regia di Fëdor Ozep e Mario Soldati (1938)
- Ettore Fieramosca, regia di Alessandro Blasetti (1938)
- Abuna Messias, regia di Goffredo Alessandrini (1939)
- Gli ultimi della strada, regia di Domenico Paolella (1939)
- Mare, regia di Mario Baffico (1940)
- Piccolo alpino, regia di Oreste Biancoli (1940)
- Senza cielo, regia di Alfredo Guarini (1940)
- Leggenda della primavera, regia di Giorgio Walter Chili (1941)
- Marco Visconti, regia di Mario Bonnard (1941)
- Il pozzo dei miracoli, regia di Gennaro Righelli (1941)
- Pia de' Tolomei, regia di Esodo Pratelli (1941)
- La corona di ferro, regia di Alessandro Blasetti (1941)
- Il cavaliere senza nome, regia di Ferruccio Cerio (1941)
- Le due tigri, regia di Giorgio Simonelli (1941)
- I promessi sposi, regia di Mario Camerini (1941)
- C'è un fantasma nel castello, regia di Giorgio Simonelli (1942)
- La fortuna viene dal cielo, regia di Ákos Ráthonyi (1942)
- Documento Z 3, regia di Alfredo Guarini (1942)
- I trecento della Settima, regia di Mario Baffico (1943)
- Harlem, regia di Carmine Gallone (1943)
- Una piccola moglie, regia di Giorgio Bianchi (1943)
- Finalmente sì, regia di László Kish (1944)
- I dieci comandamenti, regia di Giorgio Walter Chili (1945)
- L'amante del male, regia di Roberto Bianchi Montero (1946)
- Dove sta Zazà?, regia di Giorgio Simonelli (1947)
- Sono io l'assassino, regia di Roberto Bianchi Montero (1948)
- Fabiola, regia di Alessandro Blasetti (1949)
- Il richiamo nella tempesta, regia di Oreste Palella (1950)
- Turri il bandito, regia di Enzo Trapani (1950)
- Faddija - La legge della vendetta, regia di Roberto Bianchi Montero (1950)
- Il cielo è rosso, regia di Claudio Gora (1950)
- Donne senza nome, regia di Géza von Radványi (1950)
- La scogliera del peccato, regia di Roberto Bianchi Montero (1950)
- Prima comunione, regia di Alessandro Blasetti (1950)
- La bisarca, regia di Giorgio Simonelli (1950)
- Bellezze in bicicletta, regia di Carlo Campogalliani (1951)
- Carcerato, regia di Armando Grottini (1951)
- Senza bandiera, regia di Lionello De Felice (1951)
- Destino, regia di Enzo Di Gianni e Domenico Gambino (1951)
- Il lupo della frontiera, regia di Edoardo Anton (1951)
- Licenza premio, regia di Max Neufeld (1951)
- Domani è un altro giorno, regia di Léonide Moguy (1951)
- La città si difende, regia di Pietro Germi (1951)
- I sette nani alla riscossa, regia di Paolo William Tamburella (1951)
- Messalina, regia di Carmine Gallone (1951)
- L'ingiusta condanna, regia di Giuseppe Masini (1952)
- Una madre ritorna, regia di Roberto Bianchi Montero (1952)
- Il bacio dell'Aurora, regia di Gianfranco Parolini (1953)
- Cristo è passato sull'aia, regia di Oreste Palella (1953)
- Soli per le strade, regia di Silvio Siano (1953)
- Il prezzo dell'onore, regia di Ferdinando Baldi (1953)
- Riscatto, regia di Marino Girolami (1953)
- Gelosia, regia di Pietro Germi (1953)
- Vacanze romane (Roman Holiday), regia di William Wyler (1953)
- François il contrabbandiere, regia di Gianfranco Parolini (1954)
- Di qua, di là del Piave, regia di Guido Leoni (1954)
- Peppino e la vecchia signora, regia di Piero Ballerini (1954)
- Ripudiata, regia di Giorgio Walter Chili (1954)
- Amore e smarrimento, regia di Filippo Walter Ratti (1954)
- Guerra 1915-18, episodio di Amori di mezzo secolo, regia di Pietro Germi (1954)
- Cose da pazzi, regia di Georg Wilhelm Pabst (1954)
- Ho ritrovato mio figlio, regia di Elio Piccon (1954)
- Un giglio infranto, regia di Giorgio Walter Chili (1955)
- Non c'è amore più grande, regia di Giorgio Bianchi (1955)
- Agguato sul mare, regia di Pino Mercanti (1955)
- Il ferroviere, regia di Pietro Germi (1956)
- Mio figlio Nerone, regia di Steno (1956)
- Mi permette, babbo!, regia di Mario Bonnard (1956)
- Giovanni dalle Bande Nere, regia di Sergio Grieco (1956)
- Il conte di Matera, regia di Luigi Capuano (1957)
- Serenata a Maria, regia di Luigi Capuano (1957)
- Primo applauso, regia di Pino Mercanti (1957)
- Amarti è il mio destino, regia di Ferdinando Baldi (1957)
- Il brigante di Tacca del Lupo, regia di Pietro Germi (1957)
- Saranno uomini, regia di Silvio Siano (1957)
- Vivendo cantando... che male ti fò?, regia di Marino Girolami (1957)
- Femmine tre volte, regia di Steno (1957)
- Totò, Vittorio e la dottoressa, regia di Camillo Mastrocinque (1957)
- 3 straniere a Roma, regia di Claudio Gora (1958)
- Il cavaliere del castello maledetto, regia di Mario Costa (1959)
- Il terrore dei barbari, regia di Carlo Campogalliani (1959)
- La scimitarra del Saraceno, regia di Piero Pierotti (1959)
- I mafiosi, regia di Roberto Mauri (1959)
- Cartagine in fiamme, regia di Carmine Gallone (1960)
- Jovanka e le altre (5 Branded Women), regia di Martin Ritt (1960)
- La furia dei barbari, regia di Guido Malatesta (1960)
- Teseo contro il minotauro, regia di Silvio Amadio (1960)
- La vendetta dei barbari, regia di Giuseppe Vari (1960)
- L'urlo dei bolidi, regia di Leo Guerrasi (1961)
- La strada dei giganti, regia di Guido Malatesta (1961)
- La rivolta dei mercenari, regia di Piero Costa (1961)
- Solimano il conquistatore, regia di Mario Costa (1961)
- La vendetta di Ursus, regia di Luigi Capuano (1961)
- Vulcano, figlio di Giove, regia di Emimmo Salvi (1962)
- Lo sparviero dei Caraibi, regia di Piero Regnoli (1962)
- Il naufrago del Pacifico, regia di Jeff Musso e Amasi Damiani (1962)
- Duello nella Sila, regia di Umberto Lenzi (1962)
- Maciste contro lo sceicco, regia di Domenico Paolella (1962)
- Zorro alla corte di Spagna, regia di Luigi Capuano (1962)
- Il gladiatore di Roma, regia di Mario Costa (1962)
- Le 7 fatiche di Alì Babà, regia di Emimmo Salvi (1962)
- I diavoli di Spartivento, regia di Leopoldo Savona (1963)
- Divorzio alla siciliana, regia di Enzo Di Gianni (1963)
- L'invincibile cavaliere mascherato, regia di Umberto Lenzi (1963)
- Zorro contro Maciste, regia di Umberto Lenzi (1963)
- Goliath e la schiava ribelle, regia di Mario Caiano (1963)
- L'agente federale Lemmy Caution (À toi de faire... mignonne), regia di Bernard Borderie (1963)
- L'ultima carica, regia di Leopoldo Savona (1964)
- Ercole contro Roma, regia di Piero Pierotti (1964)
- La rivolta dei pretoriani, regia di Alfonso Brescia (1964)
- FBI chiama Istanbul, regia di Emimmo Salvi (1964)
- Sansone e il tesoro degli Incas, regia di Piero Pierotti (1964)
- Sindbad contro i sette saraceni, regia di Emimmo Salvi (1964)
- La vendetta dei gladiatori, regia di Luigi Capuano (1964)
- Il mistero dell'isola maledetta, regia di Piero Pierotti (1965)
- Il tesoro della foresta pietrificata, regia di Emimmo Salvi (1965)
- Con rispetto parlando, regia di Marcello Ciorciolini (1965)
- K.O. va e uccidi, regia di Carlo Ferrero (1966)
- Uccideva a freddo, regia di Guido Celano (1966)
- 3 colpi di Winchester per Ringo, regia di Emimmo Salvi (1966)
- Uccidete Johnny Ringo, regia di Gianfranco Baldanello (1966)
- I coltelli del vendicatore, regia di Mario Bava (1966)
- L'assalto al centro nucleare, regia di Mario Caiano (1967)
- Ringo, il volto della vendetta, regia di Mario Caiano (1967)
- Serafino, regia di Pietro Germi (1968)
- Beatrice Cenci, regia di Lucio Fulci (1969)
- Le castagne sono buone, regia di Pietro Germi (1970)
- La grande avventura di Scaramouche, regia di Piero Pierotti (1972)

#### Televisione
- Il mondo è una prigione, regia di Vittorio Cottafavi – film TV (1962)
- FBI - Francesco Bertolazzi investigatore – serie TV, episodio 1x03 (1970)
- E le stelle stanno a guardare, regia di Anton Giulio Majano – miniserie TV (1971)

### Sceneggiatura
- Uccideva a freddo, regia di Guido Celano (1966)

### Aiuto regista
- Uccideva a freddo, regia di Guido Celano (1966)